# Kanagawa shinbun

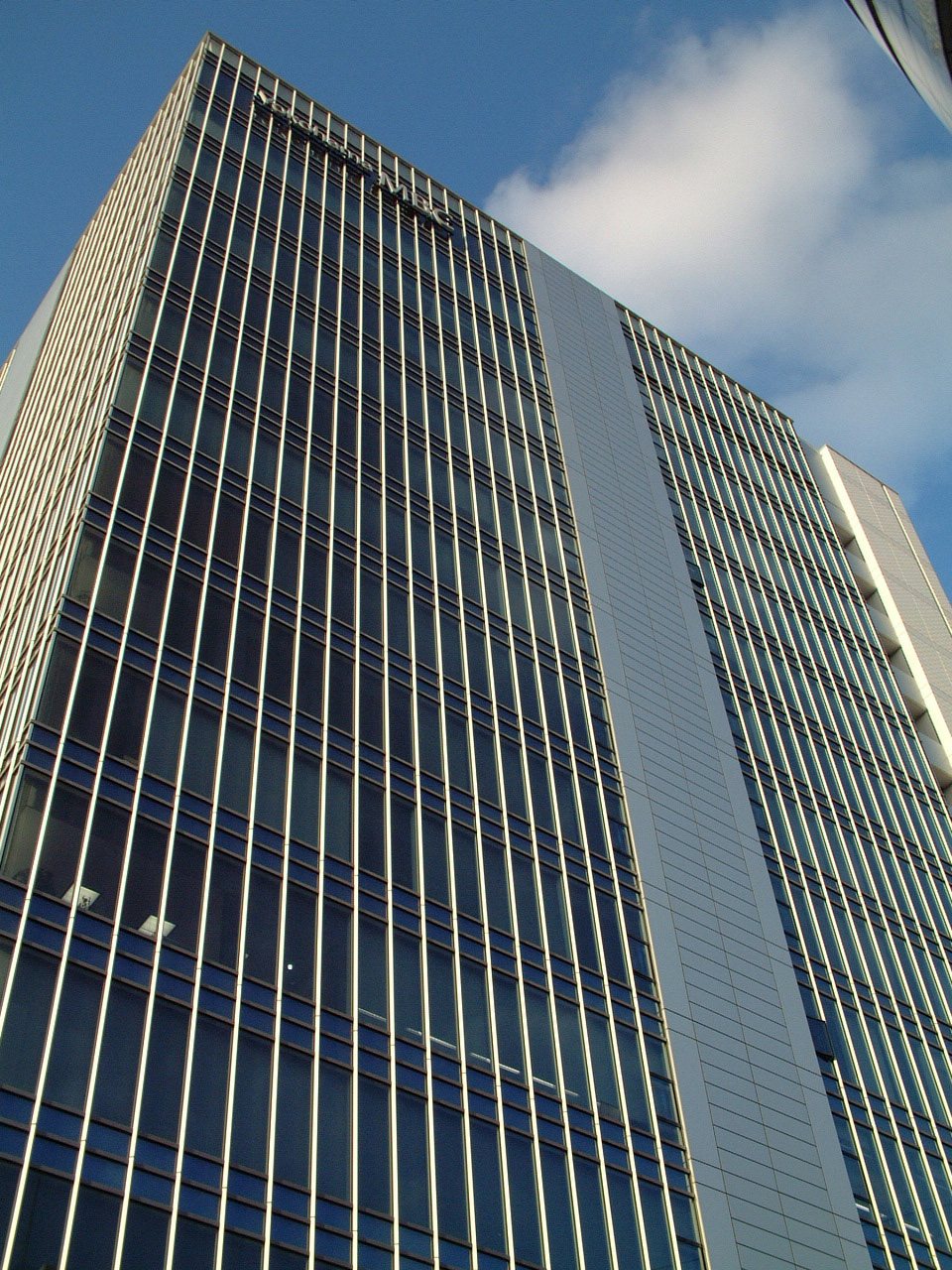
Yokohama Media Business Center, siège du Kanagawa shinbun à Yokohama.

Le Kanagawa shinbun ou Kanagawa shimbun (神奈川新聞) est un journal d'informations générales paraissant à Yokohama au Japon.